# Pradines (Corrèze)
Pradines é uma comuna francesa na região administrativa da Nova Aquitânia, no departamento de Corrèze. Estende-se por uma área de 19,59 km². Em 2010 a comuna tinha 90 habitantes (densidade: 4,6 hab./km²).